# Vilaucea, Vijnița
Vilaucea, întâlnit și sub formele Coritna sau Coritnoe sau Valea Luncei (între 1942-1944) (în ucraineană Коритне, transliterat: Korîtne și în germană Willawcze) este un sat reședință de comună în raionul Vijnița din regiunea Cernăuți (Ucraina). Are 2,452 locuitori, preponderent ucraineni (ruteni).
Satul este situat la o altitudine de 271 metri, în partea de nord-est a raionului Vijnița. De această comună depinde administrativ satul Berejonca.

## Istorie
Localitatea Vilaucea a făcut parte încă de la înființare din regiunea istorică Bucovina a Principatului Moldovei. Prima atestare a satului datează din anul 1433.
După cum afirmă cronicarul moldovean Ion Neculce (1672-1745) în lucrarea sa O samă de cuvinte: "Când au aședzat pace Ștefan-vodă cel Bun cu leșii, fiind Ion Tăutul logofăt mare, l-au trimis sol la leși. Și au dăruit craiul leșescu Tăutului aceste sate la margine: Câmpul Lungu rusescu, Putila, Răstoaceli, Vijnița, Ispasul, Milie, Vilavce, Carapciul, Zamostie, Vascăuții, Voloca. Toate acestea le-au dăruit craiul leșescu Tăutului logofătului. Și au pus hotar apa Cirimușul, întru o duminică dimineața." 
În ianuarie 1775, ca urmare a atitudinii de neutralitate pe care a avut-o în timpul conflictului militar dintre Turcia și Rusia (1768-1774), Imperiul Habsburgic (Austria de astăzi) a primit o parte din teritoriul Moldovei, teritoriu cunoscut sub denumirea de Bucovina. După anexarea Bucovinei de către Imperiul Habsburgic în anul 1775, localitatea Vilaucea a făcut parte din Ducatul Bucovinei, guvernat de către austrieci, făcând parte din districtul Vășcăuți (în germană Waschkoutz). 
După Unirea Bucovinei cu România la 28 noiembrie 1918, satul Vilaucea a făcut parte din componența României, în Plasa Ceremușului a județului Storojineț. Pe atunci, majoritatea populației era formată din ucraineni, existând și comunități de români și de huțuli. 
Ca urmare a Pactului Ribbentrop-Molotov (1939), Bucovina de Nord a fost anexată de către URSS la 28 iunie 1940, reintrând în componența României în perioada 1941-1944. Apoi, Bucovina de Nord a fost reocupată de către URSS în anul 1944 și integrată în componența RSS Ucrainene. În anul 1946 s-a schimbat denumirea satului din cea de Vilaucea (în ucraineană Вилавче) în cea de Koritne (în ucraineană Коритне).
Începând din anul 1991, satul Vilaucea face parte din raionul Vijnița al regiunii Cernăuți din cadrul Ucrainei independente. Conform recensământului din 1989, numărul locuitorilor care s-au declarat români plus moldoveni era de 6 (2+41), adică 0,26% din populația localității . În prezent, satul are 2.452 locuitori, preponderent ucraineni.

## Demografie
Componența lingvistică a localității Vilaucea
     Ucraineană (99,84%)
     Alte limbi (0,16%)
Conform recensământului din 2001, majoritatea populației localității Vilaucea era vorbitoare de ucraineană (99,84%), existând în minoritate și vorbitori de alte limbi.
1989: 2.338 (recensământ)
2007: 2.452 (estimare)

### Recensământul din 1930
Componența etnică a comunei Vilaucea (județul Storojineț)
     Români (10,46%)
     Evrei (8,85%)
     Ruteni (79,74%)
     Altă etnie (0,95%)
Componența confesională a comunei Vilaucea
     Ortodocși (89,98%)
     Mozaici (8,87%)
     Altă religie (1,15%)
Conform recensământului efectuat în 1930, populația comunei Vilaucea se ridica la 3.604 locuitori. Majoritatea locuitorilor erau ruteni (79,74%), cu o minoritate evrei (8,85) și una de români (10,46%). Alte persoane s-au declarat: germani (3 persoane), ruși (3 persoane), polonezi (25 de persoane) și armeni (3 persoane). Din punct de vedere confesional, majoritatea locuitorilor erau ortodocși (89,98%), dar existau și mozaici (8,87%). Alte persoane au declarat: romano-catolici (17 persoane), greco-catolici (19 persoane), evanghelici/luterani (2 persoane) și armeano-catolici (3 persoane).

## Personalități
- Onufrie Berezovski (n. 1944) - teolog ucrainean, mitropolitul ortodox al Cernăuților și Bucovinei (din 1990) - sub jurisdicția Patriarhiei Moscovei

## Obiective turistice
- Biserica "Sf. Nicolae" - construită în 1907
- Monumentul soldaților căzuți în Marele Război pentru Apărarea Patriei - inaugurat în 1965, satul participând la război cu 43 soldați